# Katana (DC Comics)
Katana, il cui vero nome è Tatsu Yamashiro (山城 タツ?, Yamashiro Tatsu), è un personaggio immaginario dei fumetti DC Comics, creato da Mike W. Barr e Jim Aparo e apparso per la prima volta in The Brave and the Bold n. 200 (luglio 1983).

## Storia editoriale
Katana apparve, per la prima volta, in The Brave and the Bold n. 200 e venne creata da Mike W. Barr e da Jim Aparo. Fu spesso una membra di varie squadre come gli Outsiders, le Birds of Prey (durante The New 52) o persino i Suicide Squad (durante Rinascita).
Nel febbraio 2013, Katana ricevette una propria serie, di dieci numeri, scritta da Ann Nocenti e disegnata da Alex Sanchez: questa serie viene considerata dalla DC come parte della "Quarta Ondata" dei New 52.

## Biografia

### Nascita di Katana
Tatsu Yamashiro era una semplice ragazza della media borghesia giapponese, abile nelle arti marziali (passione incoraggiata dai genitori).
La sua vita cambiò quando conobbe i due fratelli Maseo e Takeo Yamashiro, entrambi innamorati di lei; anche se attratta da entrambi, Tatsu scelse Maseo e lo sposò: per vendetta, Takeo si rifiutò di partecipare al matrimonio e si unì alla Yakuza (venendo rinnegato dal fratello, quando lo scoprì); in seguito alla morte dei genitori, Tatsu si riprese dal lutto e iniziò una nuova vita con Maseo dal quale ebbe due gemelle: Yuri e Reiko. Intanto, Takeo scalò i ranghi della Yakuza e sviluppò un gusto esotico per le armi bianche; fu in quell'occasione, che gli vennero presentate una coppia di spade dal Generale Karnz (in seguito, servo di Baron Bedlam): soprattutto una venne gradita (per le sue proprietà mistiche).
Dopo essersi allenato per diversi giorni, Takeo si presentò alla residenza del fratello e lo sfidò, chiedendo Tatsu come premio. Nel corso del combattimento, scoppiò un incendio e, mentre era distratto dalle figlie, Maseo venne ucciso con la spada che diventerà nota come "Soultaker". Tatsu vide morire suo marito e affrontò il cognato, sconfiggendolo; tentando di salvare le due figlie, sentì provenire dalla spada la voce del marito che le disse che erano già morte.
Devastata, Tatsu fuggì e si allenò come samurai presso il maestro Tadashi. Dopo molto tempo, partì per l'America per combattere il crimine: assunse il nome in codice di Katana, in onore della spada che brandiva (e in cui era racchiusa l'anima del marito).

### Outsiders
Tatsu si recò a Markovia, un immaginario stato baltico, dove rintracciò Karnz e lo uccise, finendo per coinvolgere anche Fulmine Nero (che era insieme a Batman); dopo aver chiarito il malinteso e liberato Fulmine Nero, incontrò una giovane ragazza di nome Halo: insieme, si allearono per salvare Black Lightning, Batman (catturato a causa di un errore di Halo) e Lucius Fox dal loro rapitore, Baron Bedlam.
Batman si era recato a Markovia per salvare Lucius Fox e, dopo aver cercato inutilmente l'aiuto della Justice League, si dimise dall'organizzazione; invece, ispirato dal lavoro di squadra che vide tra Fulmine Nero, Katana, Halo, Geo-Force (il principe Brion di Markovia) e Metamorpho (presente per pura coincidenza), formò gli Outsiders: la squadra riuscì a distruggere la tirannia del barone su Markovia e si trasferì a Gotham City, dove stabilirono il loro quartier generale in un ex-attico di Bruce Wayne. Tatsu diventa il guardiano di Halo e si trasferì assieme a lei nell'attico.
Contemporaneamente, Takeo, vivo e latitante, seguì Tatsu a Gotham City e l'attaccò nell'attico, sconfiggendola e scambiando le loro spade; in seguito, tornò a Tokyo inseguito da Tatsu: gli Outsiders seguirono Tatsu e le offrirono aiuto, nonostante gli avesse chiesto di rimanerne fuori. Takeo portò la spada alla Yakuza; eseguendo un rituale specifico, richiamarono le anime che abitano la spada e gli diedero una forma corporea: tra gli spiriti, erano presenti leggendari mercenari e assassini ma anche Maseo (ora schiavo degli Yakuza). Katana e gli Outsiders li affrontarono e riuscirono a recuperare la "Soultaker" da Maseo: fu costretta a uccidere suo marito ma poi riuscì finalmente a uccidere anche Takeo; Maseo e tutti gli altri spiriti uccisi per la seconda volta dalla "Soultaker", poterono riposare nell'aldilà mentre Takeo venne intrappolato al loro posto.
Ad un certo punto, gli Outsiders si separarono da Batman e si stabilirono a Markovia, dove vennero finanziati dalla corona markoviana: divenuti agenti ufficiali di Markovia, si trasferirono a Los Angeles e stabilirono il loro quartier generale nell'ambasciata markoviana (pur mantenendo un altro quartier generale segreto). Sebbene Tatsu avesse lasciato il proprio passato alle spalle, gli Yakuza tornarono e le inviarono un tengu (con il quale, la catturarono): posseduta dallo spirito malvagio, venne usata come assassina dagli Yakuza; le sue due compagne di squadra, Halo e Bellocchio, riuscirono a salvarla usando altri tengu e il loro leader che le aiutarono in battaglia.

### Debito di famiglia
Dopo vari tragici eventi che circondarono i genitori di Geo-Force e Markovia, la squadra si sciolse; tuttavia, gli Outsiders furono costretti a difendere Markovia dai Manhunters. Durante il combattimento, Halo entrò in coma, salvando la vita di Katana: vincolata dal giri-ninjo (un debito d'onore fino alla morte), Tatsu lasciò la squadra per curare le ferite di Halo.
Durante quel periodo, tuttavia, venne avvicinata da un membro della famiglia di suo marito che le chiese di accompagnare la Suicide Squad in una missione per distruggere un grande carico di armi che stava per essere venduto alla Yakuza; Katana rifiutò sulla base del suo giri-ninjo ma fu disposta ad aiutare se la situazione fosse stata davvero disperata; in seguito, l'uomo venne ucciso dall'Oyabun di Daichi-Doku, il quale non voleva che le armi venissero distrutte. In quell'avventura, salvò la vita di Bronze Tiger e Manhunter, rendendoli legati a lei dal giri-ninjo.
Infine, Manhunter la aiutò a sconfiggere l'Oyabun del Daichi-Doku che, in seguito, si suicidò facendosi aiutare da Katana come Kaishakunin.

### Ritorno negli Outsiders
Tempo dopo, gli Outsiders si riformarono e tornarono a Markovia, tuttavia, vennero bollati come fuorilegge e, nonostante il successivo ritiro delle accuse, sorsero delle tensioni: Halo morì nell'esplosione di un assassino ma rinacque in un nuovo corpo e il fatto mise a dura prova la sua relazione con Tatsu. Katana si unì a una squadra con Geo-Force e Tecnocrate, prendendo il comando, e avviò una mite relazione romantica con Joey Hong, un socio orientale di Guy Gardner.
Durante una missione solitaria, il suo vecchio mentore Tadashi mandò Lady Shiva a rivendicare la "Soultaker" di Katana; Shiva affrontò Katana, che stava combattendo contro una banda di spacciatori: ne uccise molti ma si rifiutò di uccidere il membro più giovane, qualcosa per cui Shiva la insultò. L'avversaria, rinomata come la più grande assassina del mondo, uccise Katana con la sua stessa spada; dopo una prova di combattimento con la sua spada (che incluse il confronto con molte delle anime delle persone che aveva ucciso), Tatsu resuscitò; in seguito, trovò il suo vecchio mentore e lo uccise. Le due squadre scisse, alla fine, si riunirono per affrontare minacce più soprannaturali incentrate sul nuovo membro della squadra, Sebastian Faust: Katana e i suoi compagni subirono le torture fisiche e mentali subite dal padre di Faust, Felix, ma resistettero; in seguito, Halo li liberò distruggendo molti dei macchinari di Felix. Poco dopo, il gruppo si separò.
Dopo lo scioglimento, Tatsu mantenne i contatti con i suoi vecchi alleati Outsiders (come Fulmine Nero, Geo-Force e Halo) e, sebbene non operassero come una squadra ufficiale, furono sempre insieme durante le grandi crisi. I suoi stretti legami con Batman la videro anche combattere al suo fianco, diverse volte, in particolare, durante la crisi di Imperiex e l'incidente del Giorno del Giudizio (quando l'Inferno invase la Terra): la battaglia contro l'angelo Asmodel, con i poteri dello Spettro, si svolse a New York. Katana protesse personalmente Madame Xanadu (che custodiva il resto dei poteri di Asmodel, con uno scudo mistico); la protezione di Xanadu venne aiutata da Dottor Occult, Straniero Fantasma e Alan Scott.
Più tardi, Katana assistette Batman quando lui e Superman vennero dichiarati fuorilegge; venne chiamata anche da Black Canary, insieme ad altre mercenarie, per salvare Oracle dal senatore Pullman. Dopo che Oracle venne salvata, Katana ricevette una carta, insieme alla promessa di un favore; in seguito, Katana tornò per aiutare Oracle, insieme a dozzine di altri agenti.

### Nuovi Outsiders
Successivamente, Katana si unì a una nuova squadra di Outsiders dopo averli aiutati a sconfiggere il potenziato Sabbac; quella squadra era composta quasi del tutto da nuovi membri, ad eccezione di Metamorpho (che si unì alla squadra dopo la morte di Shift). In quell'occasione, Katana indossò un nuovo costume, poiché non ritenne più appropriato continuare a indossare una maschera basata sulla bandiera del Giappone (dato che il paese le aveva revocato la cittadinanza, a causa della sua appartenenza alla controversa squadra). In seguito, Katana convocò Sabbac per distruggere la base del Dottor Sivana con il suo Hellfire.
Katana rimase un membro attivo degli Outsiders anche dopo Un anno dopo: inizialmente, la squadra venne guidata da Nightwing ma, in seguito, il comando venne passato a Batman. Il Cavaliere Oscuro decise di "testare" Katana e il resto della squadra iniziale (per realizzare una squadra migliore): Katana fu la prima recluta ufficiale di Batman.

### La notte più profonda
Mentre stava scortando Killer Croc all'Arkham Asylum, il veicolo degli Outsiders venne demolito da Maseo, Yuki e Reiko (che erano stati resuscitati come Lanterne Nere). Katana, credendo di essersi riunita alla sua famiglia perduta, abbassò la guardia ma venne salvata dai suoi compagni di squadra.
Rendendosi conto della verità, estrasse la spada, preparandosi a combattere il marito non morto; accoltellando Maseo, la "Soultaker" le rivelò tutte le funzioni delle Lanterne Nere. I suoi attacchi si rivelarono completamente inefficaci contro Maseo, che venne invece distrutto da un'effusione luminosa di Halo (che distrusse anche i figli non morti di Katana).

## Poteri e abilità
Katana è una combattente corpo a corpo e una spadaccina molto abile (avendo studiato arti marziali da bambina ed essendosi, in seguito, allenata presso il samurai Tadeshi). Dopo aver collaborato con gli Outsiders e con Batman, sviluppò anche incredibili capacità tattiche.
La sua spada "Soultaker", insieme alla gemella non potenziata, venne forgiata nel XIV secolo da Muramasa (le cui spade sono considerate maledette). Katana, a volte, imprigiona le anime delle proprie vittime all'interno della spada (dove possono avviare una comunicazione limitata con chiunque stia maneggiando l'arma): tramite un rituale sacro è, tuttavia, possibile far reincarnare le anime, le quali servono lealmente il loro evocatore (anche se contro la loro volontà); inoltre, la lama della spada è così affilata da poter squarciare anche la pelle di Capitan Atom e Major Force. In The New 52, la "Soultaker" viene definita il "Totem degli Outsiders", il che significa che presumibilmente conferisca l'immortalità a chiunque la impugni (sebbene alcuni, come Freccia Verde, dubitino dell'effettiva veridicità di queste credenze).
Oltre alla "Soultaker", Katana porta spesso armi aggiuntive in battaglia.

## Altre versioni
- In Flashpoint, Katana è una membra delle Furie Femminili (al servizio delle Amazzoni[16]).
- Nell'E-comic Smalville Season Eleven, Katana è una dei membri degli Outsiders[17].
- Nel fumetto prequel di Injustice 2, Katana è una dei membri della Suicide Squad[18]; tuttavia, come Harley Quinn, anche lei disprezza Ra's al Ghul e il falso Batman per il fatto che abbiano ucciso anche dei civili (tra cui, Ted Kord) per invitare la "Resistenza di Batman" e i restanti governi della conferenza della pace ad arrendersi. Successivamente, viene risparmiata e fugge dalla battaglia mentre Harley Quinn copre la sua fuga[19].

## Altri media

### Cinema

Katana interpretata da Karen Fukuhara in Suicide Squad (2016)

Katana compie il proprio debutto cinematografico nel film del DC Extended Universe Suicide Squad (2016), interpretata da Karen Fukuhara. Nel lungometraggio, il personaggio è una vendicatrice e mercenaria assoldata da Amanda Waller per vigilare sulla Squadra Suicida.

### Televisione
- In Arrow, Katana (interpretata da Rila Fukushima) è la moglie di Maseo Yamashiro, un agente della divisione di Hong Kong della A.R.G.U.S che collabora con Oliver Queen per fermare il progetto di China White: spargere su Hong Kong una misteriosa arma biologica mortale. Oliver e Maseo riescono a fermarli ma Akio, figlio di Tatsu e Maseo, viene infettato dalle tossine e muore; a causa della perdita del figlio, Maseo lascia il lavoro e la moglie per unirsi alla Lega degli assassini di Ra's al Ghul, diventando un suo fedele luogotenente ed adottando il nome di Sarab (tuttavia, salva Oliver, ferito da Ra's al Ghul, facendolo curare da Tatsu). Nello scontro finale fra l'Arrow-team e la Lega degli assassini, Maseo si schiera con i propri compagni e affronta sua moglie, sconfiggendola; tuttavia, mentre sta per darle il colpo di grazia, esita: Tatsu ne approfitta e lo colpisce fatalmente. Morendo tra le braccia di sua moglie, la ringrazia per averlo liberato dalle sue sofferenze.
- Katana compare anche nella serie animata Batman: The Brave and the Bold.
- Katana è una dei protagonisti della serie animata Beware the Batman, assieme a Batman, il maggiordomo Alfred e il commissario Gordon.
- Katana compare anche nella serie animata Harley Quinn, è una dei membri della Squadra Suicida.
- Katana comparirà nuovamente come una dei protagonisti nell'anime Suicide Squad Isekai.